# Nasikabatrachus bhupathi
Nasikabatrachus bhupathi é uma espécie de anfíbio anuro da família Nasikabatrachidae. O seu estado de conservação ainda não foi avaliado pela Lista Vermelha da UICN. Está presente na Índia.